# Жерева
Жерева (укр. Жерева) — село, входит в Иванковский район Киевской области Украины.
Население по переписи 2001 года составляло 89 человек. Почтовый индекс — 07201. Телефонный код — 4591. Занимает площадь 0,6 км². Код КОАТУУ — 3222084202.

## Местный совет
07241, Київська обл., Іванківський р-н, с. Розважів